# Élections législatives allemandes de novembre 1932
Les huitièmes élections fédérales allemandes de la république de Weimar ont eu lieu le 6 novembre 1932.

## Résultats
|                          |                                                              |            |       |      |        |               |
| Parti                    | Parti                                                        | Voix       | %     | +/-  | Sièges | +/-           |
|                          | Parti national-socialiste des travailleurs allemands (NSDAP) | 11 737 021 | 33,09 | 4,18 | 196    | 34            |
|                          | Parti social-démocrate d'Allemagne (SPD)                     | 7 247 901  | 20,43 | 1,15 | 121    | 12            |
|                          | Parti communiste d'Allemagne (KPD)                           | 5 980 239  | 16,86 | 2,54 | 100    | 11            |
|                          | Zentrum (Z)                                                  | 4 230 545  | 11,93 | 0,51 | 70     | 5             |
|                          | Parti populaire national allemand (DNVP)                     | 2 959 053  | 8,34  | 2,43 | 51     | 14            |
|                          | Parti populaire bavarois (BVP)                               | 1 094 597  | 3,09  | 0,14 | 20     | 2             |
|                          | Parti populaire allemand (DVP)                               | 660 889    | 1,86  | 0,68 | 11     | 4             |
|                          | Service populaire chrétien-social (CSVD)                     | 403 666    | 1,14  | 0,15 | 5      | 2             |
|                          | Parti allemand d'État (DStP)                                 | 336 447    | 0,95  | 0,06 | 2      | 2             |
|                          | Parti des fermiers allemands (DBP)                           | 149 026    | 0,42  | 0,05 | 3      | 1             |
|                          | Parti du Reich des classes moyennes allemandes (WP)          | 110 309    | 0,31  | 0,09 | 1      | 1             |
|                          | Ligue agricole (DL)                                          | 105 220    | 0,30  | 0,04 | 2      | en stagnation |
|                          | Parti allemand hanovrien (DHP)                               | 63 966     | 0,18  | 0,05 | 1      | 1             |
|                          | Autres partis                                                | 391 909    | 1,10  | –    | 1      | –             |
|                          |                                                              |            |       |      |        |               |
| Suffrages exprimés       | Suffrages exprimés                                           | 35 470 788 | 99,20 |      |        |               |
| Votes invalides          | Votes invalides                                              | 287 471    | 0,80  |      |        |               |
| Total                    | Total                                                        | 35 758 259 | 100   | –    | 584    | 24            |
| Abstentions              | Abstentions                                                  | 8 615 826  | 19,42 |      |        |               |
| Inscrits / participation | Inscrits / participation                                     | 44 374 085 | 80,58 |      |        |               |

## Analyse et conséquences
Le NSDAP arrive en tête malgré un recul par rapport aux dernières élections de juillet 1932. Son allié depuis 1931, le parti populaire national allemand (DVNP), est quant à lui en hausse. 
Après les élections, le cabinet Schleicher est formé. Kurt von Schleicher, ancien ministre de la défense, et partisan d'un gouvernement autoritaire que le Parti national-socialiste des travailleurs allemands (NSDAP) soutiendrait, reprend à peu de chose près la composition de l'impopulaire cabinet Papen, composé de personnalités non affiliées. Néanmoins, von Schleicher ne réussit pas à affermir son faible pouvoir et voit poindre la menace d'une motion de censure lors de la nouvelle session parlementaire. Fin janvier, à la suite de multiples intrigues, von Papen convainc le président Hindenburg de nommer un gouvernement de coalition NSDAP-DNVP, avec Hitler à sa tête. L'armée joue un rôle dans ces intrigues, ainsi que la perte de confiance de von Papen et du président de la République, le maréchal Hindenburg, à l'égard de von Schleicher. 
Finalement, Adolf Hitler est nommé chancelier le 30 janvier 1933 et forme un cabinet où se trouvent trois membres du NSDAP : Hitler, Wilhelm Frick à l'Intérieur et Hermann Goering au ministère de l'Air et au ministère de l'Intérieur du principal État allemand, la Prusse. 
Les élections de novembre 1932 sont les avant-dernières élections législatives de la république de Weimar (avant celles de mars 1933) et les dernières considérées comme libres : à la suite de l'incendie du Reichstag le 27 février 1933, le Reichstagsbrandverordnung suspend les libertés civiles. Pris le lendemain par Hindenburg, ce décret suspend l'essentiel des libertés politiques et civiles. Il s'agit du premier des textes d'ordre législatif ou réglementaire qui conduisent l'Allemagne de Weimar à devenir en quelques mois un État totalitaire : tous les partis politiques ou organisations syndicales sont dissouts. Le Parti communiste est ainsi interdit le 6 mars, suivi du parti social démocrate le 22 juin, de l'allié même des nazis, le Parti populaire national allemand, le 29 juin, et du Zentrum le 5 juillet. En parallèle, l'ensemble des syndicats sont dissous par le gouvernement nazi  qui crée le 2 mai 1933 l'Arbeit Front, censé représenter l'ensemble des travailleurs allemands.
Le 14 juillet 1933, le parti nazi (NSDAP) est déclaré seule organisation politique autorisée en Allemagne par la loi sur le parti unique.